# Rouvray, Eure
 Rouvray  là một xã thuộc tỉnh Eure trong vùng Normandie miền bắc nước Pháp.